# Teixit adipós

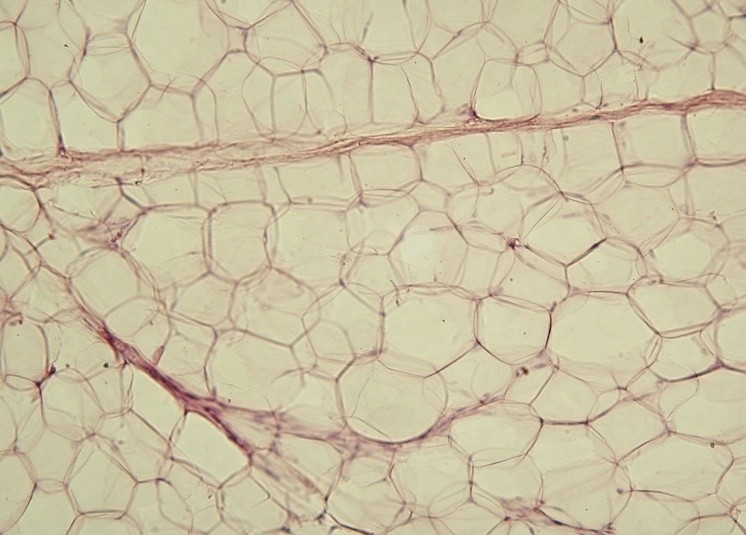
Imatge en microscòpia de camp clar d'una secció de teixit adipós

El teixit adipós és un conjunt heterogeni de teixits connectius propi dels animals vertebrats, compost majoritàriament per adipòcits. S'hi emmagatzema l'excedent energètic en forma de triacilglicerols per al seu ús posterior, en situacions amb requeriments més elevats o durant etapes de dejuni. També actua d'aïllant tèrmic i de suport mecànic d'òrgans els quals embolcalla (p. ex.: als palmells de mans i peus).
Lluny de ser hormonalment inert, el teixit adipós ha estat reconegut, en els últims anys, com un òrgan endocrí important, ja que produeix hormones com la leptina, estrògens, restina i citocines (especialment TNF-α). En l'obesitat, el teixit adipós també està implicat en l'alliberament crònic de marcadors proinflamatoris coneguts com a adipocines, que són responsables del desenvolupament de la síndrome metabòlica, una constel·lació de malalties que inclouen, entre d'altres, la diabetis tipus 2, la malaltia cardiovascular i l'aterosclerosi.
El teixit adipós, malgrat es pugui creure, no és un conjunt de teixits homogeni. Existeixen diversos dipòsits repartits per tot el cos amb particularitats diferents. De manera general existeixen dos tipus de teixit adipós ben diferenciats morfològicament, citològicament i metabòlicament:
- El teixit adipós blanc és el majoritari, intervé emmagatzemant lípids.
- El teixit adipós marró s'encarrega de la producció de calor mitjançant la mobilització de les seves reserves de triacilglicèrids per a la generació de calor. Es tracta d'un teixit termogènic molt important sobretot en petits mamífers. Aquesta reacció bioquímica es basa en el desacoblament de la generació d'ATP en la respiració cel·lular.